# Køge Huskors
Køge Huskors est un procès pour sorcellerie qui a eu lieu à Køge, au Danemark, entre 1608 et 1615. Un des plus connus dans ce pays, il a conduit à l'exécution d'entre 15 et 20 femmes.

### Sources
- Køge Museums artikel om Køge Huskors (danois)
- Johan Brunsmand (Anders Bæksted (red.)), Køge Huskors, Danmarks Folkeminder, nr. 61. (Köge Huskors, the memorys from Denmark's past) Ejnar Munksgaard (1953) (danois)